# Newlands (Città del Capo)

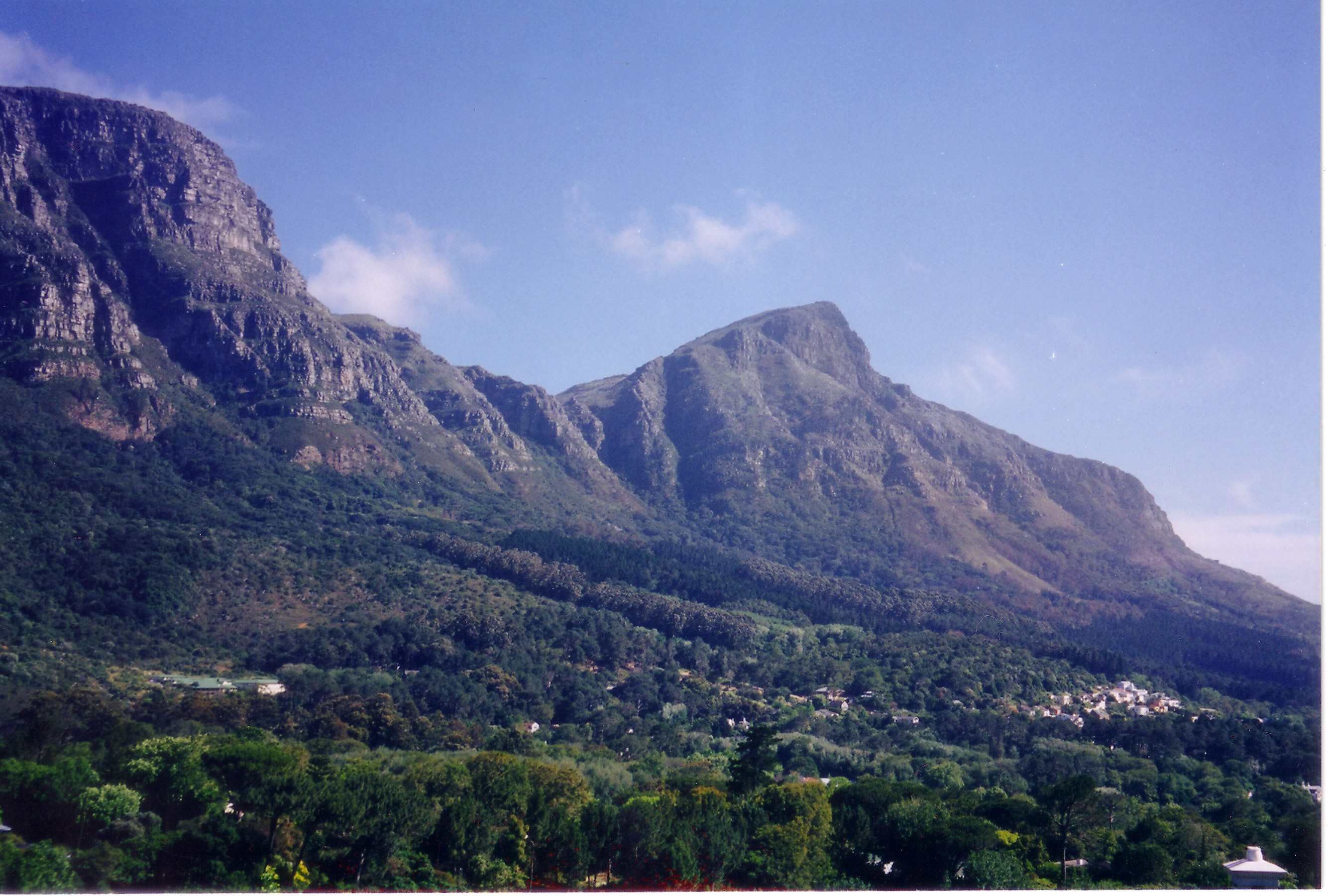
Vista delle montagne attorno a Newlands

Newlands (in afrikaans Nuweland) è un quartiere meridionale di Città del Capo, in Sudafrica.
È una località residenziale molto ricercata per le abitazioni ampie e immerse nel verde, tra alberi secolari e bei giardini che fioriscono grazie alla piogge che qui, all'ombra della montagna della Tavola cadono più copiose che in qualsiasi altro punto della provincia del Capo Occidentale.
Il sobborgo sorse come area boschiva e fattoria lungo il corso superiore del fiume Liesbeek.
La zona suscitò in breve tempo grande interesse, fin dai tempi in cui l'allora governatore Simon van der Stel vi fece costruire nel 1700 una tenuta di campagna. Oggi a Newlands risiede buona parte della popolazione agiata di Città del Capo. È inoltre possibile visitare i resti dell'abitazione di lady Anne Barnard, celebre autrice di epistole del XVII secolo. L'edificio si trova immerso tra gli alberi sul lato destro dell'autostrada appena prima dello snodo di Nuwelandlaan. Una seconda casa della Barnard, The Vineyard, è oggi trasformata in albergo.
Tra le attrattive principali di Newlands si annovera la piscina locale, la sede del più antico birrificio della SABMiller dall'altro lato della strada principale, il quartier generale della Southern Lewens, i licei Westerford e Groote Schuur, lo stadio di rugby e quello di cricket, il SACS (South African College School) e il mulino Josephine.